# Samantha Eggar
Samantha Eggar, född 5 mars 1939 i London, är en brittisk skådespelare. 

## Biografi
Eggar filmdebuterade i början av 1960-talet. För sin roll i William Wylers Samlaren (1965) nominerades hon till en Oscar, belönades med en Golden Globe och utnämndes till bästa skådespelerska vid Cannesfestivalen. I Skynda långsamt grabben (1966) spelade hon mot Cary Grant, i dennes sista film. 
Hon medverkade sedan i filmer som Doktor Dolittle (1967), Helvetets förgård (1970), Den sju-procentiga lösningen (1976), Ökenråttornas revansch (1979), David Cronenbergs skräckfilm The Brood (1979) och actionfilmen The Exterminator (1980). 
Sedan 1990 har hon bara sporadiskt medverkat i filmer. Hennes senaste biofilm är The Astronaut's Wife (1999)
Eggar har gjort rösten till Hera i Disneys animerade Herkules (1997). Hon har även medverkat i en rad TV-produktioner, bland annat gästroller i Star Trek: The Next Generation och Commander in Chief